# Campsicnemus oedipus
Campsicnemus oedipus är en tvåvingeart som beskrevs av Wheeler 1899. Campsicnemus oedipus ingår i släktet Campsicnemus och familjen styltflugor. Inga underarter finns listade i Catalogue of Life.